# Salvator Rosa

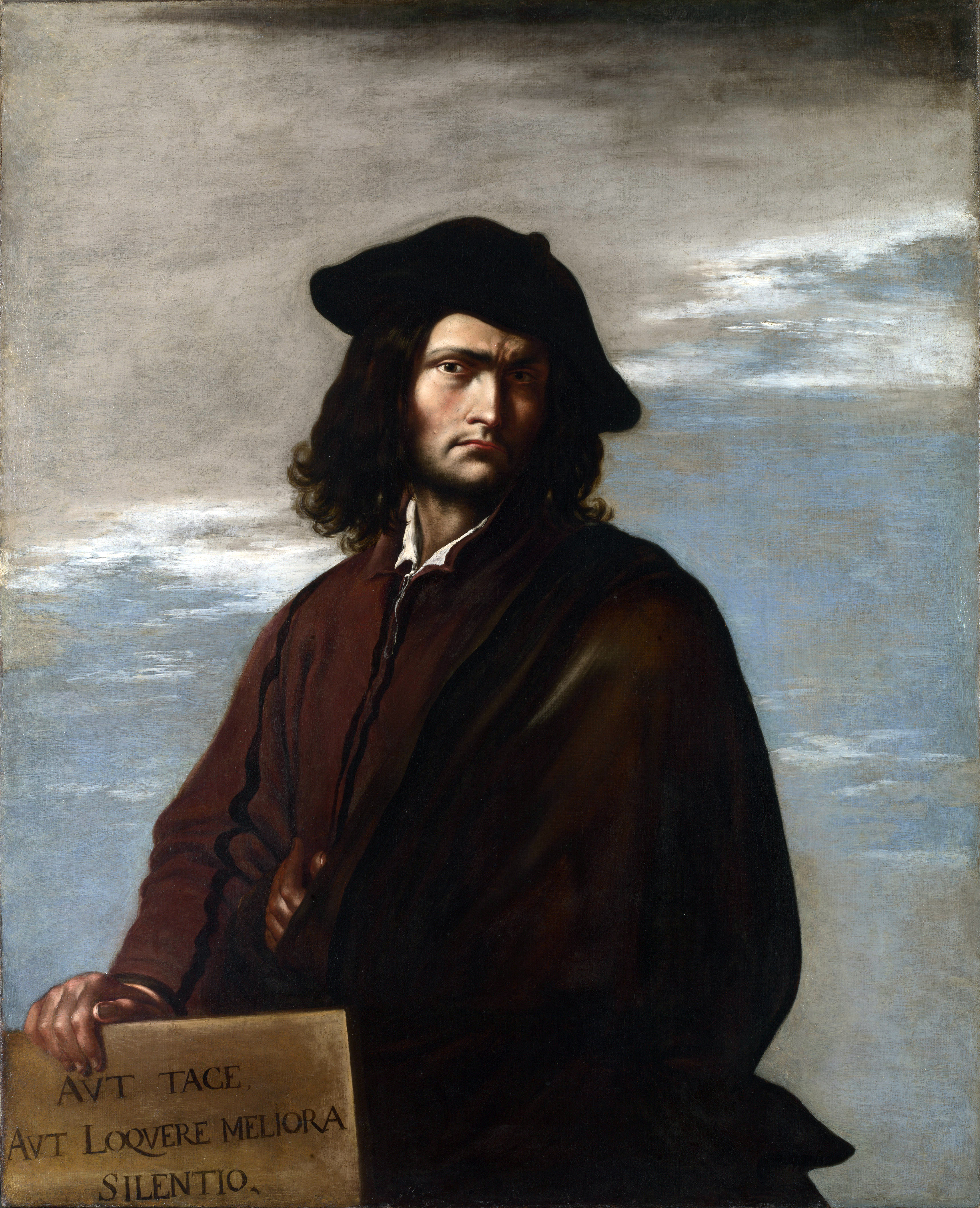
Autorretrato de Salvator Rosa, 1640. «O cállate o di algo mejor que el silencio», dice la inscripción; National Gallery de Londres.

Salvator (o Salvatore) Rosa (Nápoles, 22 de julio de 1615-Roma, 15 de marzo de 1673) fue un artista polifacético italiano del siglo xvii, que trabajó la pintura y el grabado, indagó en la poesía y además ejerció de actor de teatro y músico. Activo sobre todo en las ciudades de Nápoles, Roma y Florencia. Como pintor ha llegado a ser calificado de «poco ortodoxo y extravagante» y un «eterno rebelde» protorromántico. Su producción más expresiva y fantasiosa ganó estimación en los siglos XVIII y XIX, influyendo a maestros como Giambattista Tiepolo y Fragonard.

## Biografía
Nació en Arenella, en las afueras de Nápoles. Hijo de Vito Antonio de Rosa, que lo ingresó en el convento de los padres Somascos para encaminarle hacia una carrera eclesiástica o de abogado. Salvator prefería las artes, y en secreto trabajó con su tío materno Paolo Greco aprendiendo a pintar, y pronto pasó a aprender con su cuñado Francesco Fracanzano, un alumno de Ribera. Frecuentó el taller de Ribera y la escuela de Aniello Falcone, quien le inició en la pintura de batallas y paisajes. Según algunas fuentes, pasó un tiempo viviendo entre bandidos, pero tal afirmación podría ser una invención de sus primeros biógrafos en sintonía con su imagen rebelde. A los diecisiete años perdió a su padre; la madre quedó con varios hijos a su cargo, y Salvator se encontró sin apoyo económico. 

### Primer viaje a Roma
Siguió su aprendizaje con Aniello Falcone, ayudándole a completar sus lienzos de batallas. En ese taller se dice que su obra llamó la atención de Giovanni Lanfranco, quien le aconsejó que se mudase a Roma, donde estuvo entre 1634 y 1636. Parece que Rosa enfermó de malaria y regresó a Nápoles.

### Pintor de paisajes
En Nápoles, Salvator Rosa comenzó a pintar paisajes de caza, con una exuberante vegetación, o playas, montañas y cuevas. Rosa fue uno de los primeros que pintó paisajes «románticos», con talento para escenas de lo pintoresco, escenas a menudo turbulentas con pastores, marineros, soldados. Estos primeros paisajes no los pintó por encargo sino que se vendían baratos en el mercado abierto, a través de marchantes. 

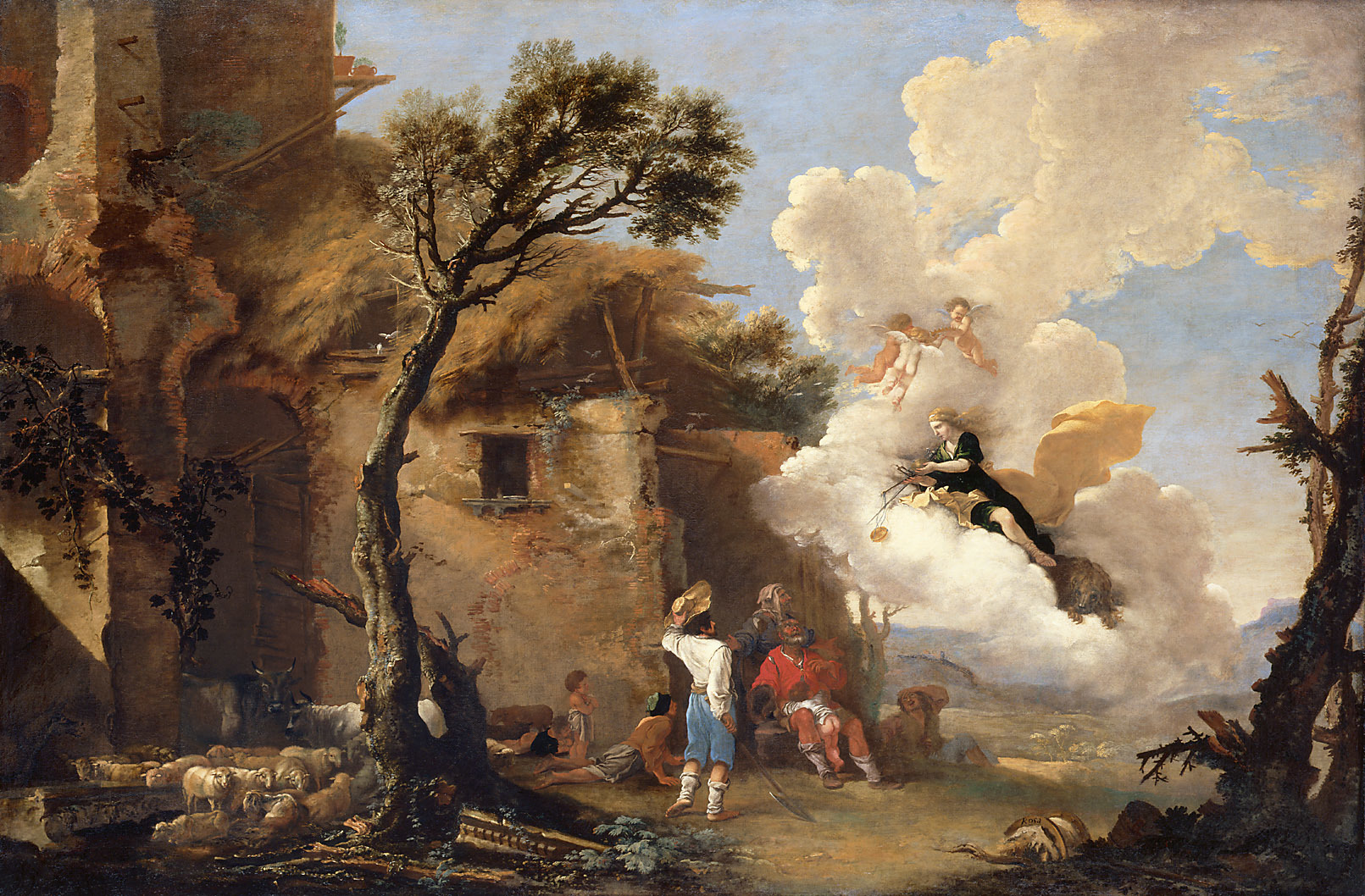
Aparición de Astrea, Museo Kunsthistorisches de Viena.

### Segunda estancia en Roma
Volvió a Roma en 1638-39, donde se alojó con el cardenal Francesco Maria Brancaccio, obispo de Viterbo. Para la Chiesa Santa Maria della Morte en Viterbo, Rosa pintó un retablo, el primero de los pocos que ejecutó, con una Incredulidad de santo Tomás. Siendo cierto que Rosa tenía un talento fácil para la pintura, cultivó una amplia variedad de artes: música, poesía, escritura, aguafuerte, e interpretación como actor. En Roma, se hizo amigo del grabador Pietro Testa y de Claudio Lorena. En Roma, fue muy célebre como actor, creador de farsas y espectáculos carnavalescos. 

### Florencia y Nápoles
Aunque sus obras de teatro tenían éxito, también le granjearon poderosos enemigos entre patrones y artistas, incluyendo al mismísimo Bernini. A finales del año 1639, tuvo que trasladarse a Florencia, supuestamente para evitar represalias por haber escrito un libelo contra Bernini. Allí estuvo ocho años y perfeccionó el género de los paisajes fantásticos, lugares tenebrosos y escenas de brujería o bandoleros. 

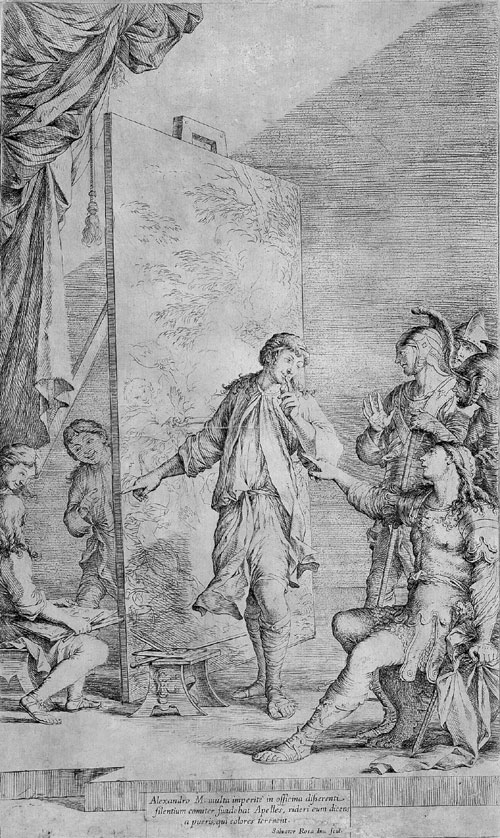
Alejandro Magno en el taller de Apeles, grabado.

En 1646 volvió a Nápoles, y parece que simpatizó con la insurrección de Masaniello, como sugiere un fragmento de una de sus sátiras. Que participara personalmente en la revuelta es dudoso. Se ha alegado que Rosa, junto con otros pintores (Carlo Coppola, Paolo Porpora, Domenico Gargiulo, Pietro del Pò, Marzio Masturzo, los dos Vaccaro y Cadogna), todos capitaneados por Aniello Falcone, formaron la Compagnia della Morte, cuya misión era cazar españoles en las calles, sin respetar a los que habían buscado un refugio religioso. Pintó un retrato de Masaniello, probablemente a partir de sus recuerdos más que copiado del natural. Al acercarse don Juan José de Austria a la ciudad en 1647, la compañía se disolvió.

### Roma otra vez
De regreso a Roma (1649), Salvator Rosa realizó un tipo de pintura influido por Nicolas Poussin, en una visión solemne y nostálgica de la Antigüedad clásica. En su última producción se inclinó por temas alegóricos, históricos y mitológicos. La pieza satírica Alegoría de la Fortuna de 1658 (ahora en el Getty Center de Los Ángeles) suscitó controversia al exponerse en el Panteón de Agripa; se entendió que escondía una crítica al papel de mecenas del papa Alejandro VII. Rosa, buscando reconciliación, publicó una descripción de su significado, a pesar de lo cual casi fue arrestado. Es por esta época cuando Rosa escribió su sátira Babilonia, bajo cuyo nombre se estaba refiriendo, por su puesto, a Roma. 
Entre las pinturas de sus últimos años están una admirable Pieza de batalla y Saúl y la bruja de Endor (este último quizá su última obra) actualmente en el Louvre, pintado en 40 días; Pitágoras y los pescadores; y el Juramento de Catilina (Palacio Pitti). 
Mientras se dedicaba a una serie de retratos satíricos, que acabarían con uno de él mismo, Rosa sufrió un edema. Murió medio año después. En sus últimos momentos se casó con una florentina llamada Lucrezia, con la que había tenido dos hijos, uno de ellos que lo sobrevivió. Está enterrado en la Basílica de Santa María de los Ángeles y los Mártires, donde hay un retrato de él.

### Grabados
Fue un destacado aguafortista, con una serie muy popular e influyente de pequeñas láminas de soldados: los Figurine (h. 1656-57). Prácticamente todos sus demás grabados son de temas mitológicos y cultos, pensados acaso para captar encargos pictóricos de temas similares. En un grabado de tipo alegórico llamado El genio (h. 1661-62), Rosa representa su talento como un joven semidesnudo, con una cornucopia de la que manan monedas y rodeado de alegorías de la Pintura, la Libertad y la Sinceridad. Otros dos personajes, uno vestido con toga y un fauno, podrían representar las facetas contrapuestas del arte de Rosa: la faceta mesurada y la pasional.
Se cuenta que Rosa anhelaba un patrocinio privado, de algún mecenas, para trabajar con mayor libertad pues su clientela insistía en encargarle los mismos temas.

## Obra seleccionada

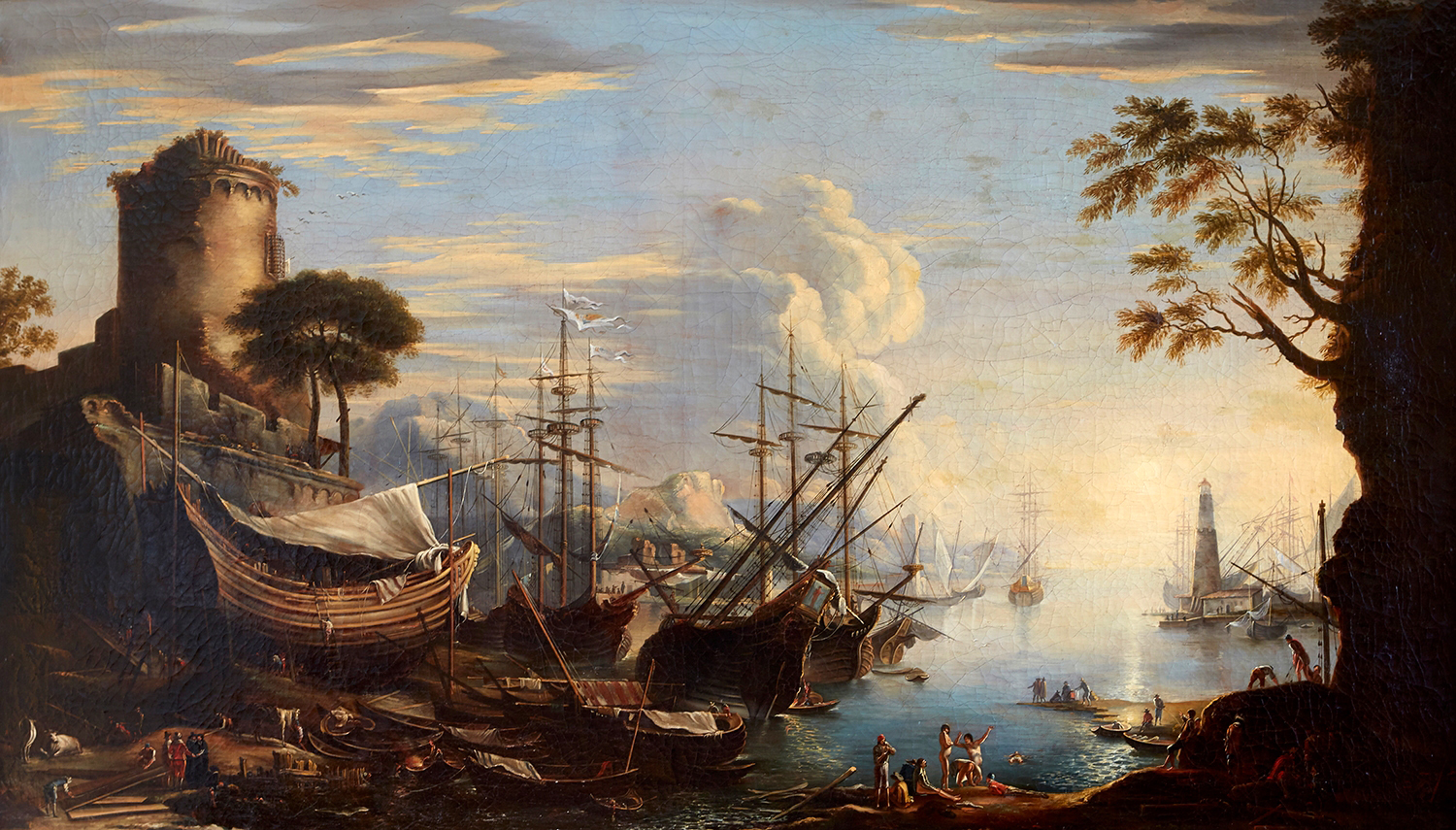
Marina del puerto (1640)

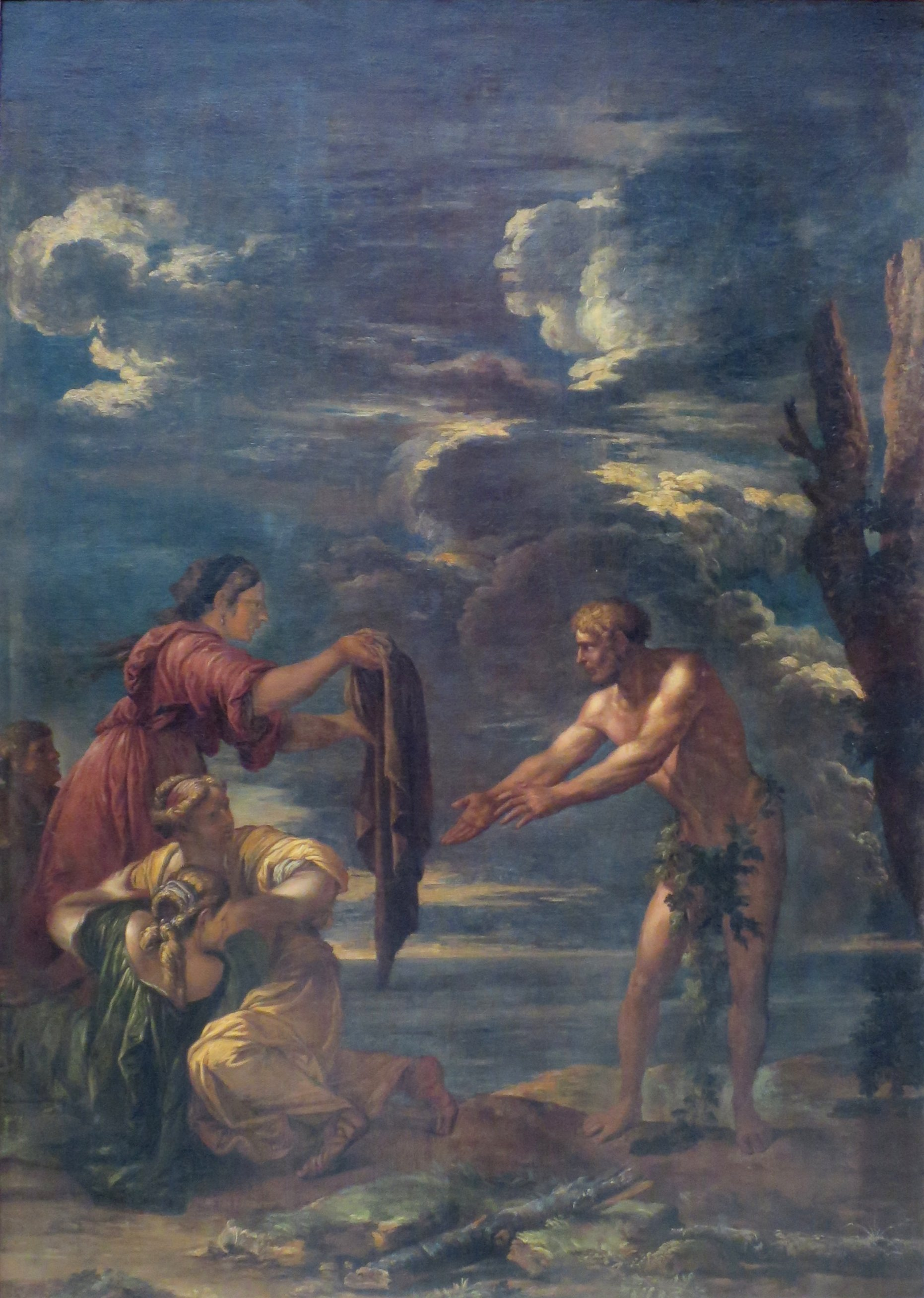
Odiseo y Nausícaa (aprox. 1655) Museo del Hermitage

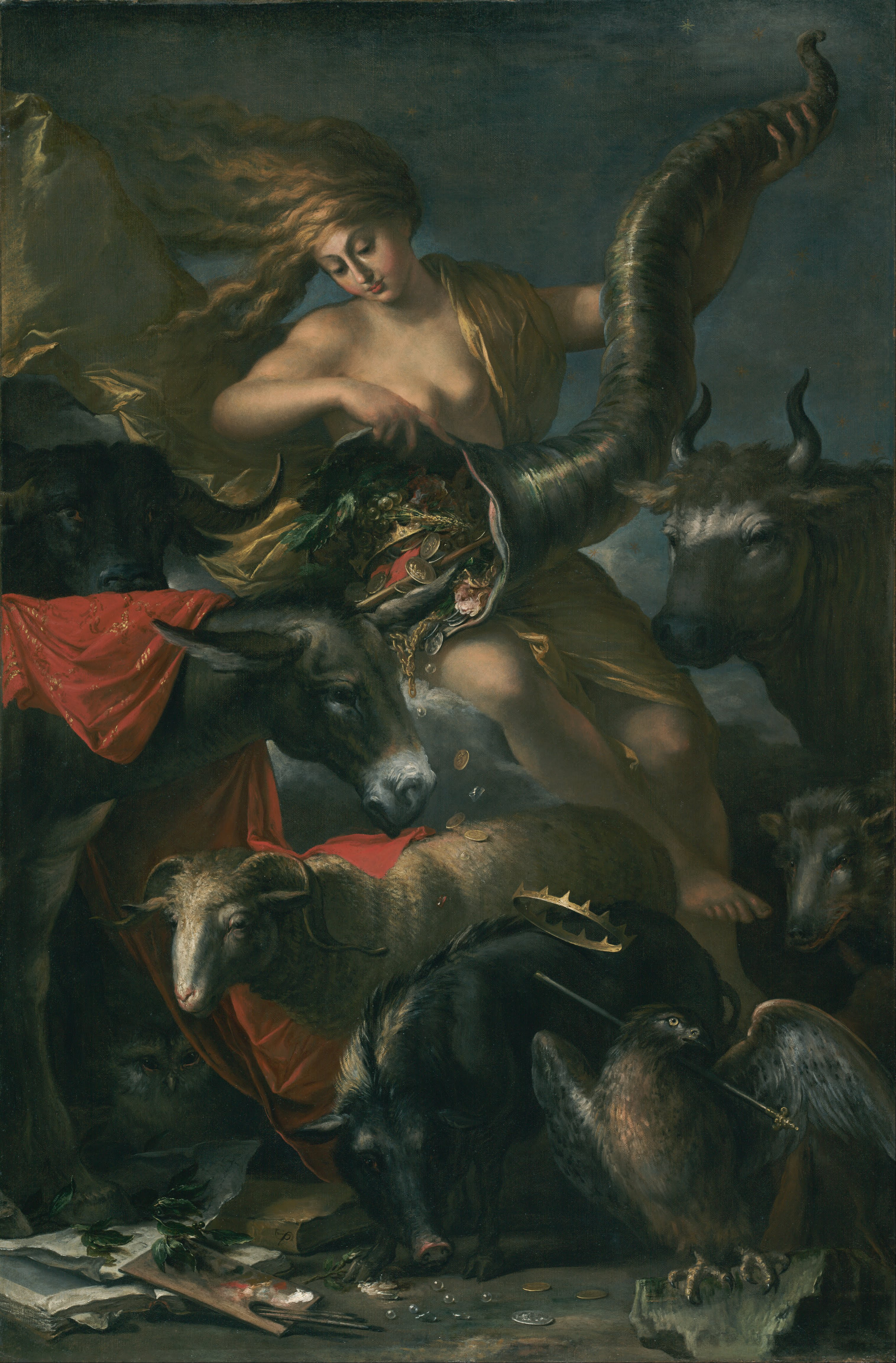
Alegoría de la Fortuna (1658) - Getty Center, Los Ángeles

- El hijo pródigo (1640) – óleo sobre lienzo, 253,5 x 201 cm, Museo del Hermitage, San Petersburgo.
- Paisaje vespertino (1640-43) – óleo sobre lienzo, 99 x 151 cm, Colección privada.
- Puerto con ruinas (1640-43) – óleo sobre lienzo, 87,5 x 111 cm, Museo de Bellas Artes de Budapest.
- Vista del golfo de Salerno (1640-45) – óleo sobre lienzo, 170 x 260 cm, Museo del Prado, Madrid.
- Autorretrato (1641) – óleo sobre lienzo, 116 x 94 cm, National Gallery, Londres.
- Gruta con cascada (1641-49) – óleo sobre lienzo, 65 x 49 cm, Palazzo Pitti, Florencia.
- Demócrito en meditación (1650) – óleo sobre lienzo, 344 x 214 cm, Statens Museum for Kunst, Copenhague.
- Diógenes tirando su copa (1650) – óleo sobre lienzo, 219 x 148 cm, Colección privada.
- Odiseo y Nausícaa (1650) – óleo sobre lienzo, 194,5 x 144 cm, Museo del Hermitage, San Petersburgo.
- Paisaje boscoso (1650) – óleo sobre lienzo, 72 x 134 cm, Colección privada.
- Paisaje fluvial con Apolo y la Sibila Cumana (1655) – óleo sobre lienzo, 174 x 259 cm, Wallace Collection, Londres.
- Alegoría de la fragilidad humana (1655 - 1656) – óleo sobre lienzo, 199 cm × 134 cm, Museo Fitzwilliam, Cambridge.
- Retrato de la mujer del artista Lucrezia (1657-60) – óleo sobre lienzo, 66 x 50,5 cm, Galleria Nazionale d'Arte Antica, Roma.
- Alegoría de la Fortuna (1658) - óleo sobre lienzo, Getty Center, Los Ángeles.
- Fraile tentado por demonios (1660-65) – óleo sobre lienzo, 65 x 83 cm, Galleria Nazionale d'Arte Antica, Roma.